# Zulay Henao
Zulay Henao (sinh ngày 29 tháng 5 năm 1979) là một nữ diễn viên điện ảnh và truyền hình người Mỹ gốc Colombia . Cô từng tham gia một số bộ phim như Illegal Tender (2007), Fighting (2009), Takers (2010), Boy Wonder (2011), Hostel: Part III, The Single Moms Club (2014) True Memoirs of a International Assassin (2016). Năm 2014, cô bắt đầu đảm nhận một trong những vai chính trong bộ phim If Loving You Is Wrong, của kênh truyền hình Oprah Winfrey Network.

## Thời thơ ấu
Henao sinh ra ở Medellín, Antioquia, Colombia. Cô và gia đình di cư đến New Jersey. Sau trung học, cô phục vụ ba năm trong Quân đội Hoa Kỳ. Henao ghi danh tại Nhạc viện Sân khấu New York để học diễn xuất.

## Sự nghiệp
Năm 2005, Henao xuất hiện trong hai bộ phim nhỏ. Năm 2007, cô xuất hiện lần đầu trên truyền hình trong một tập của bộ phim truyền hình trên kênh Lifetime, Army Wives. Cùng năm đó, cô cũng là khách mời trong bộ phim Pháp luật &amp; Lệnh: Đơn vị nạn nhân đặc biệt, và tham gia vai phụ trong các bộ phim Illegal Tender và Feel the noise. Năm 2008, cô tham gia bộ phim kinh dị Grizzly Park, và cộng tác cùng Charles S. Dutton trong bộ phim điện ảnh độc quyền Racing for Time của kênh Lifetime.
Năm 2009, Henao có vai nữ chính trong bộ phim thể thao Fighting cùng Channing Tatum, và xuất hiện trong bộ phim khoa học viễn tưởng S. Darko. Năm 2011, cô tham gia bộ phim độc lập dòng kinh dị tâm lý, Boy Wonder. Henao cũng đã xuất hiện trong Takers (2010) và Hostel: Part III (2011).
Năm 2013, Henao nhận một trong những vai chính của bộ phim sitcom trên kênh Oprah Winfrey Network, Love Thy Neighbor. Tuy nhiên, cô rút khỏi đoàn làm phim sau một mùa duy nhất. Henao đóng cùng với Nia Long, Wendi McLendon-Covey và Amy Smart trong bộ phim The Single Moms Club năm 2014, do Tyler Perry đạo diễn. Sau đó, cô được chọn đóng vai chính trong bộ phim chuyển thể trên truyền hìn, có tên If Loving You Is Wrong. Cũng trong năm 2014, Henao được chọn diễn vai huyền thoại phim người lớn Vanessa del Rio, trong một bộ phim tiểu sử không tên của đạo diễn Thomas Mignone.

## Phim điện ảnh đã đóng
| Năm  | Tiêu đề                                   | Vai                 | Ghi chú                   |
| ---- | ----------------------------------------- | ------------------- | ------------------------- |
| 2005 | Film 101                                  | Không rõ            |                           |
| 2005 | Clearview                                 | Gloria Rojas        |                           |
| 2007 | Illegal Tender                            | Mora                |                           |
| 2007 | Feel the Noise                            | Carol "CC" Reyes    |                           |
| 2007 | Saturday Morning                          | Không rõ            |                           |
| 2008 | The Heart Is a Hidden Camera              | Natasha             | Phim ngắn                 |
| 2008 | Grizzly Park                              | Lola                |                           |
| 2008 | Racing for Time                           | Carmen              | Phim điện ảnh truyền hình |
| 2009 | Fighting                                  | Zulay Velez         |                           |
| 2009 | S. Darko                                  | Baelyn              | Phát hành đĩa trực tiếp   |
| 2009 | The Magnificent Cooly-T                   | Angie               |                           |
| 2010 | Takers                                    | Monica Hatcher      |                           |
| 2011 | Boy Wonder                                | Teresa Ames         |                           |
| 2011 | Havana Heat                               | Agent Brianna Evans |                           |
| 2011 | Hostel: Part III                          | Nikki               |                           |
| 2014 | White Space                               | Lynn Navarro        |                           |
| 2014 | The Single Moms Club                      | Esperanza           |                           |
| 2015 | Destined                                  | Giselle Porter      |                           |
| 2015 | The Vanessa del Rio Story                 | Vanessa del Rio     |                           |
| 2016 | True Memoirs of an International Assassin | Rosa Bolivar        |                           |
| 2016 | Meet the Blacks                           | Lorena              |                           |
| 2017 | Grow House                                | Madison             |                           |

### Phim truyền hình đã đóng
| Năm         | Tiêu đề                               | Vai                      | Ghi chú                |
| ----------- | ------------------------------------- | ------------------------ | ---------------------- |
| 2007        | Army Wives                            | Delores Marino           | Tập: "Only the Lonely" |
| 2007        | Law &amp; Order: Special Victims Unit | Forensics Tech Casanueva | Tập: "Svengali"        |
| 2008        | Fear Itself                           | Christie                 | Tập: "New Year's Day"  |
| 2009        | The Unusuals                          | Rosa Trumble             | Tập: "Crime Slut"      |
| 2013 - 2017 | Love Thy Neighbor                     | Marianna Perez           | Vai chính, 26 tập      |
| 2014 -      | If Loving You Is Wrong                | Esperanza                | Vai chính              |
| 2017        | MacGyver                              | Cynthia                  | Tập: "Large Blade"     |
| 2018        | Kevin Can Wait                        | Rebecca Romero           | Tập: "Kevin Can Date"  |